# 由布島
由布島（ゆぶじま）は、八重山列島の島である。全島が沖縄県八重山郡竹富町字古見に属する。

## 地理
西表島の東岸から約0.5kmに位置する、総面積0.15km2、周囲2.0kmの小島である。
西表島の与那良川からの堆積砂が海流により堆積して形成された島であり、由布島という島名も、砂州を現地の言葉で「ユブ」と言うことが由来と考えられている。西岸側の西表島との間は浅瀬でマングローブが繁茂し、東岸には砂浜が延びている。東側には、ヨナラ水道を隔てて小浜島が位置する。
島全体が「亜熱帯植物楽園」と呼ばれる植物園になっており、植樹された4万本近くのヤシ類や亜熱帯性の植物で覆われている。
島の全域に沖縄県八重山郡竹富町字古見687番地が割り当てられている。
- 西表島（手前）と由布島（奥）の間の浅瀬
- 左から西表島、由布島、小浜島
- 亜熱帯植物楽園のヤシ類

## 歴史
島の北部に由布遺跡があり、土器や近世の陶磁器が検出されている。また、1500年に起こったオヤケアカハチの乱の際に、オヤケアカハチに攻められ古見に逃れた長田大主は、この島で船を造って琉球王府軍とともに反攻したという伝説がある。
近世、稲作に不適であった竹富島や黒島の島民は、西表島に水田を開き舟で通って耕作を行っていた（通耕）。その際、マラリアの有病地であった西表島を避け、無病地であった由布島に田小屋と呼ばれる仮住居を置いたのが、確認されている範囲で人が住むようになった始まりとされる。
太平洋戦争後、1947年（昭和22年）に竹富島や黒島から移住が行われて由布島に集落が成立。対岸の西表島でパイナップル等の果樹やサトウキビを栽培し、各戸では水牛を飼養するようになった。
人口も増加し、1948年（昭和23年）には学校（島分教場）が開校し、後に由布島小中学校等に改称した。1964年（昭和39年）頃には島民111人、25世帯を数えた。当時は石垣島との間に定期航路（春風丸）もあったほどである。往時は、竹富島由来の種子取祭が執り行われていた。
しかし、1969年（昭和44年）9月26日にエルシー台風（日本名・昭和44年台風11号）により島全域が水没するなど壊滅的な被害を受け、1971年（昭和46年）8月8日には11世帯が対岸の西表島へと移住して美原集落を形成し、由布島には3世帯のみが残った。
その後、由布島ではヤシの植樹などが行われ、1981年（昭和56年）4月1日に植物園が開園。徐々に施設を拡大して今日に至っている。1990年（平成2年）には、島内の電力技術に携わっていた明電舎のCMで紹介され知名度が向上した。
- 由布島小中学校跡地

## 産業
株式会社由布島が島全体を占める「亜熱帯植物楽園」を運営しており、西表島周辺における主要な観光地となっている。
昼間はピーク日で推計1,117人（2017年時点）もの観光客で賑わう一方、住民基本台帳上の人口は8人（2024年5月末時点）と住民は少ない。植物園で飼養する水牛が増えた結果、住民よりも水牛の数が多くなっている。

## 交通
由布島と西表島の間の海は遠浅で、通常は大人の膝に満たないぐらいの深さしかなく、満潮時でも1mほどにしかならない。そのため、由布島と西表島間の移動手段として水牛車が利用され、島の重要な観光資源になっている。また、潮位が低く波が静かなときには、徒歩で渡ることも可能である。

### 由布水牛車乗場まで
- バス - 西表島交通「由布水牛車乗場」停留所下車[20]。大原港から約23分[21]、上原港から約38分[22]。
- 車 - 大原港から約15[2]～20分[23]。

### 由布水牛車乗場から由布島まで
- 水牛車 - 約10[2]～15分[22]。
- 徒歩 - 約5分[22]。

- 由布島と西表島を往来する水牛車
- 入島・水牛車のチケット売場